# Idioma meroítico

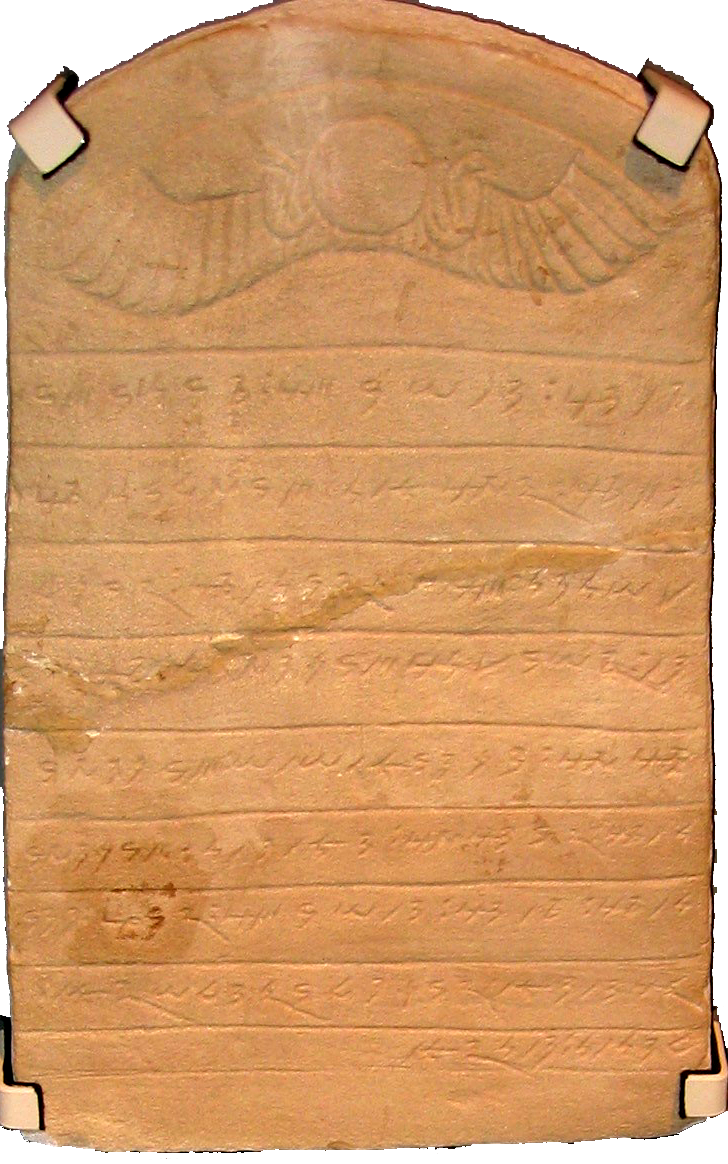
Placa meroítica de Waleye, hijo o hija de Kadeye, de Sai, al norte de Sudán, actualmente en el Museo Británico.

El idioma meroítico se hablaba en Meroe durante el periodo meroítico del Reino de Kush (sobre 300 a. C.-400), y ahora es una lengua muerta. Se escribía en el alfabeto meroítico. No se entiende muy bien aún debido a la escasez de textos bilingües; las pocas palabras cuyos significados se han confirmado son inadecuadas para determinar su afiliación genética; algunos lingüistas han sugerido que puede ser una lengua afroasiática o nilo-sahariana, mientras que otros la consideran una lengua aislada. Se escribía en dos tipos de escritura, la demótica (escrita con una aguja y empleada para el mantenimiento de registros, y la hieroglífica, que se empleaba en documentos religiosos y reales).
Por otra parte, el antiguo nubio es una lengua diferente, no se sabe si relacionada con el antiguo meroítico. El antiguo nubio está testimoniado entre los siglos VIII y XV, escrito en una variante del alfabeto griego ampliado con signos adaptados de la escritura meroítica y otros tomados del alfabeto copto. El antiguo nubio es una lengua nubia que parece haber sido el antecesor del moderno nobiin (nubio septentrional).